# 知久氏
知久氏（ちくし）は、信濃国上伊那郡（現・長野県上伊那郡箕輪町）知久沢を発祥とする武家の氏族。

## 出自
『寛政重修諸家譜』には清和源氏満快流と記されている。
知久姓の初見は、諏訪氏系図にある平安末期から鎌倉初期の諏訪大社大祝諏訪敦光（篤光）の子敦俊が知久沢に住み、「知久十郎左衛門尉」と記載されたことによるが、敦俊の養子となった知久信貞（知久右衛門五郎）が知久家系図上の初代となる。
清和源氏満快流とする説では、信貞は中津頼継の子で中津氏は満快の曾孫である為公の子の為衡（中津乗太郎）を祖としていることによる。一方他田氏の末とする説では、信貞は中津頼継の猶子（被後見人ぐらいの意味）で実父は他田信隆（源義家に属して奥州合戦に参陣した記録が残る他田太郎重常の末裔）としている。

## 鎌倉時代
鎌倉時代には知久沢に程近い上ノ平城（現・長野県上伊那郡箕輪町東箕輪）を拠点としていたが、承久3年（1221年）の承久の乱で信貞が幕府側に属して伴野荘の地頭（新補地頭）になり、本拠地を知久平城（現・長野県飯田市下久堅）に移したという。ただし、諏訪大社の神官・守屋家に伝わる「守矢文書」では、伴野庄の地頭として知久氏の名がみえないことから、地頭職に関しては確認されない。

『吾妻鏡』によれば、信貞は射術に長けており、御内人諏訪盛重の推挙で正嘉2年（1257年）・弘長元年（1261年）、さらに弘長4年（1261年）の「幕府的始」における射手に選ばれたという。この点から信貞は弓の才能を見込まれて、諏訪一族に迎えられた人物である事が見て取れる。
また、飯田市下久堅南原に所在する南原山文永寺に残される弘安6年（1283年）の年記を有した五輪塔には、信貞の子と見られる神敦幸の名が刻まれており、神氏を名乗っていることから諏訪神党に属していたことが分かる。
南北朝時代は後醍醐天皇の皇子・宗良親王（信濃宮）が南朝勢力として大河原（現・長野県大鹿村）を拠点とし、知久氏は同じ諏訪神党に属する香坂氏らと共に親王を庇護した。

## 室町時代
室町時代には知久氏は信濃守護家小笠原氏の傘下となり、応永7年（1400年）に信濃守護職小笠原長秀と国人勢力間で発生した大塔合戦では知久頼昭が小笠原勢として従軍する。戦いは守護側の大敗に終わったが、頼昭は長秀と共に塩崎城（長野市篠ノ井塩崎）に脱出して難を免れる。
永享12年（1440年）には鎌倉公方足利持氏の遺児を擁した結城氏と室町幕府の間で結城合戦が起こり、知久氏は小笠原政康に属して参陣したことが「結城御陣番帳」に残されている。その後、小笠原家の内紛では松尾小笠原家の小笠原定基に属したが、定基の没落後は諏訪氏を後ろ盾として府中小笠原家の小笠原長棟と対峙した。

## 戦国時代
知久頼為と子の頼元の代に周辺の諸豪族を支配下に置き、知久氏は拡大期を迎える。また築城年は不明ながら神之峰城（現・長野県飯田市上久堅）を新たに築城し、本拠地を知久平城から移転させている。なお、神之峰城に関する初見史料は、天文2年（1533年）に醍醐寺理性院の厳助の紀行文『厳助往年記』とされる。特に頼元の代には飯田城を拠点とする坂西氏を圧迫しつつ、上野の座光寺氏を支配下におさめ、勢力を大きく拡大させている。
天文11年（1542年）、甲斐の武田晴信（信玄）と信濃上伊那郡の高遠頼継が組び、信濃諏訪郡の諏訪頼重を滅ぼす。諏訪氏滅亡後に武田氏と高遠頼継が決裂し、頼継が敗れると諏訪郡は武田の領国となる。さらに天文14年（1545年） には高遠合戦で高遠城が落ちて頼継が没落すると、上伊那郡も武田氏の領国となった。この時期に知久氏も武田氏に臣従したとする説もあるが、知久平とは天竜川を挟んだ対岸に位置する鈴岡小笠原家（小笠原信定）が独立を維持していたことから、まだ下伊那には支配が及んでいないとする見方が有力となっている。
また、天文17年（1545年）に上伊那の諏訪一族藤沢頼親が武田から離反した際に、高遠城に高遠頼継を復帰（天文21年自刃）させるなどの武田側の動向から、支配地の安定化を優先していると思われ、武田氏の上伊那支配が安定するのは天文20年（1551年）より後と考えられている。

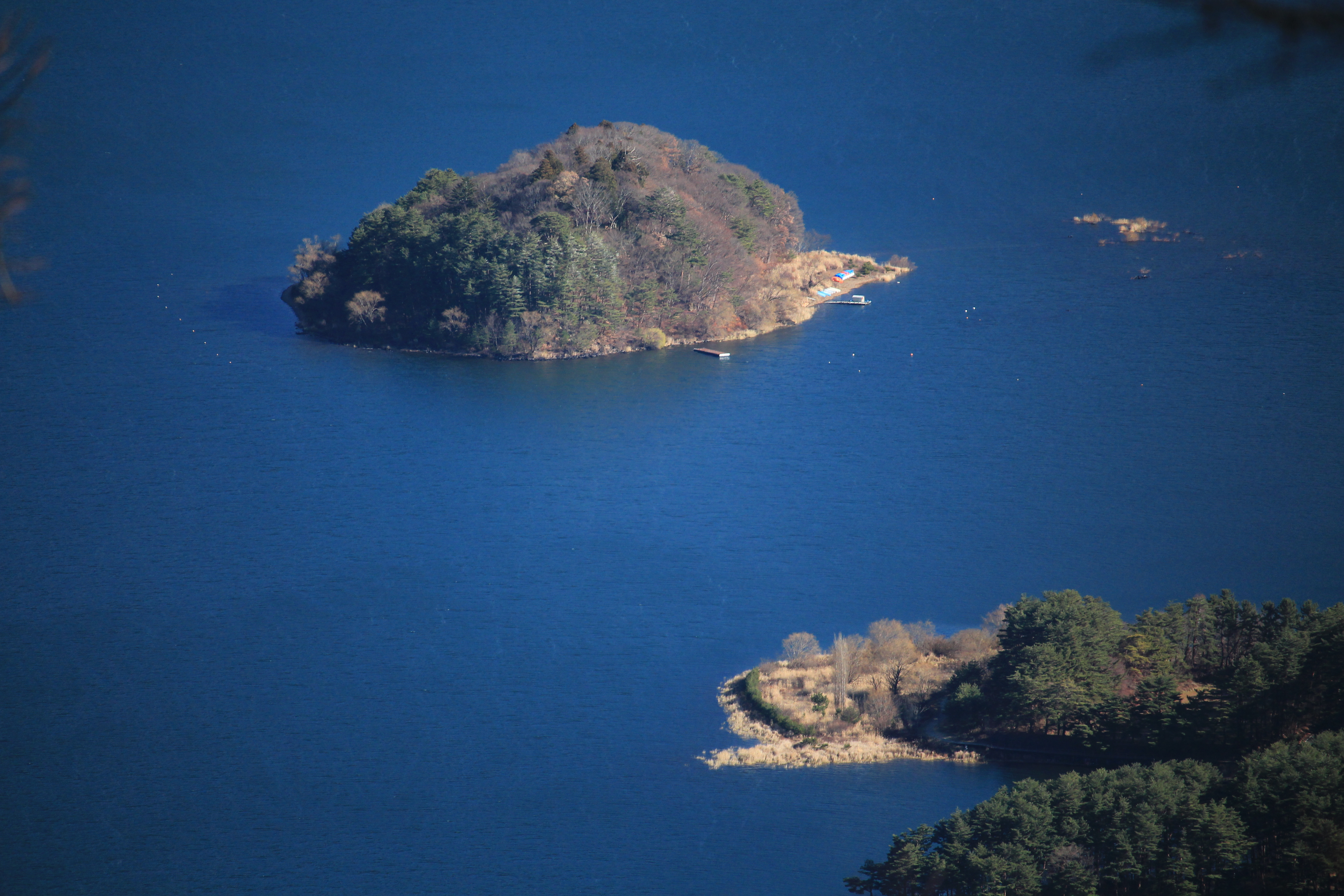
知久頼元の幽閉された河口湖の鵜の島

武田氏が下伊那に本格的に侵攻するのは、上杉謙信の支援を受けた村上義清の反攻（第一次川中島の戦い）を退けた後の、天文23年（1554年）となる。鈴岡小笠原家の鈴岡城を落とした武田氏に対し、下伊那の諸豪族はほとんどが恭順したが、知久頼元は臣従を拒否したため、武田氏の侵攻を受けることとなった。
天文23年（1554年）、8月15日、武田信玄の重臣であった秋山虎繁・山本勘助らが神之峰城を攻略した時に、武田勢は伴野・林・田村前の天竜川を渡り、林・伴野の河原一体で合戦が行われた。この時、知久氏の領内にあった寺社は悉く焼討され、知久氏の菩提寺である東岸寺の他に、文永・安養・慈恩・向西・泉龍の各寺院と河野大宮神社・田村諏訪神社が焼亡した。頼元の嫡男の知久頼康は伴野本郷南堂に本陣を置いて武田勢を迎え撃つが敗北、頼康と多くの将士は討死する。更に武田勢は南下し知久郷に迫ったため、頼元は座光寺貞信らと共に神之峰城に籠城するが落城した。
『勝山記』によれば、捕縛された頼元と貞信は甲斐へ護送され、河口湖の鵜の島へ幽閉された後に天文24年5月に船津（富士河口湖町船津）において処刑されている。また、頼康の遺骸は東岸寺に葬られ、将士は南堂の墓地に埋葬された。現在も将士の墓と伝わる五輪塔が数基残っている。その後、残された一族は知久遠重のように武田氏に臣従する者と他国（主に東海から関東各地）に散る者に分かれた。
天正10年（1582年）2月に織田信長と徳川家康は共同で武田氏の領地へ侵攻(甲州征伐)を開始し、3月に武田氏は滅亡。しかし、6月2日に勃発した本能寺の変によって信長が死ぬと甲斐・信濃をめぐる「天正壬午の乱」が発生、伊那郡は徳川家康の侵攻を受け支配下に入ることとなる。この際、徳川氏に身を寄せていた知久頼氏（頼元の次男あるいは孫）は家康の諏訪郡と甲斐への侵攻に協力し、故地である知久平（69か村・6,000貫）を安堵され、およそ30年ぶりに知久家（阿島知久氏）は再興する。また、天正11年（1583年）6月には従四位大和守を叙任されている。（喬木村歴史民俗資料館所蔵の「知久文書」）
その後も頼氏は徳川氏に従って各地を転戦し、佐久郡平定を進める依田信蕃に加勢し、天正13年（1585年）の第一次上田合戦にも徳川方の伊那衆として参陣しているが、同年、浜松にて家康の命により切腹させられている（寛政譜、理由は不詳）。『熊谷家伝記』には、頼氏が豊臣秀吉の疑を受けたこと、その際頼氏の娘が、東海地方に逃れ、土着したことが記載されている。一方、柴裕之は『清和源氏知久氏之伝記』『知久家年譜』の説を採用して頼氏の切腹を天正12年（1584年）11月、翌天正13年に嫡男・万亀丸（後の知久則直）が家康に赦免されたとし、切腹の原因を同年4月に秀吉に寝返った木曾義昌に内応したことが原因と推測する。
頼氏の嫡男・則直は、関ヶ原の戦いに参陣して旗本伊那衆（信濃衆）として3,000石を与えられ、大坂夏の陣に参陣している。

## 江戸時代

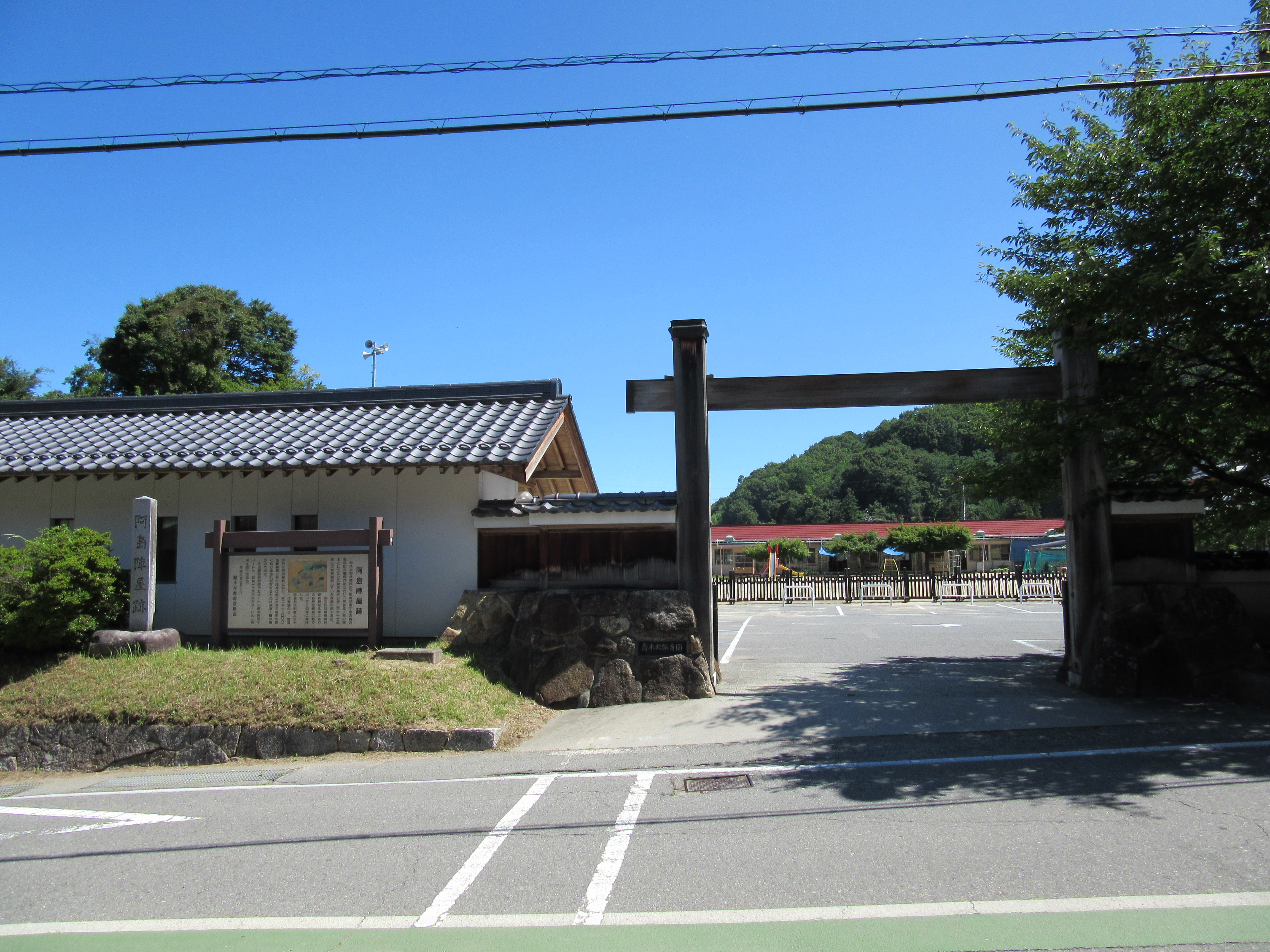
阿島陣屋跡（現・喬木北保育園）

慶長6年(1601年)、頼氏の子の知久則直は江戸幕府旗本として、阿島陣屋を拠点として2,765石を知行した。また『寛政重修諸家譜』によると関ヶ原の戦いの後に領地を安堵され、幕府から浪合など関所4ヶ所と預地1300石余の管理を命じられたという。
幕府内では小笠原氏（松尾小笠原家の庶流）や座光寺氏とともに交代寄合となり、伊那三家（伊那衆、信濃衆）とも呼ばれた。ただし、交代寄合が制度として確立するのは18世紀以降とされ、17世紀の段階では「信濃衆」の呼称が見当たらないなど不明な点もある。
昌直の代には300石を分知して旗本の別家を興している。寛文10年(1670年)10月10日、知久則直の四男の知久直次(七郎兵衛)は田村村内の300石を分知されて、「御分知様」と呼ばれ、江戸城の大番頭に出仕した。
宝暦4年(1754年)5月18日、洞岩寺十一世の釣峰英千は、旗本の知久頼直の四女「松光院殿緑岸恵蒼大姉」の葬儀に臨んで導師を勤めた。
柳間詰の交代寄合として12代続き、明治維新まで家門を伝えた。早くに新政府に恭順した知久家であったが、維新後は事業失敗による困窮や当主頼謙の死去など不運が続いた。頼謙の孫娘の光子の婿養子として、峯四郎が入り家は存続した。